# Išimbaj
Išimbaj (rus. Ишимбай) je grad na jugu republike Baškirije u Rusiji. 

## Zemljopisni smještaj
Nalazi se 160 km od glavnog grada republike, Ufe, a južnije od Sterlitamaka, na desnoj obali rijeke Belaje (Adigelj).

## Stanovništvo
Broj stanovnika: 72.300 (2003.)

## Povijest i gospodarstvo
Osnutak i gospodarski razvitak ovog grada je u svezi s otkrićem naftnih nalazišta. 1932. godine se u selu Išimbajevo u bušotini 702 našlo prvu naftu ondje. U selu Išimbaju je izgrađena prva naftna industrija u Baškirskoj. Godine 1934. stječe status "naselja gradskog tipa", a od 1940. godine je grad.
Vremenska zona: Moskovsko vrijeme (UTC+2).